# 山形县立保健医疗短期大学
山形县立保健医疗短期大学（日语：／ Yamagata Kenritsu Hoken Iryō  Tankidaigaku *），简称医短，是过去一所位于日本山形县山形市的公立短期大学。

## 概要

### 简介
- 短期大学为于1997年开办[1]、由学校法人山形县经营、招生到于1999年（但专科招生到于2002年）、停办于2004年[2]。男女同校。

### 历史
- 1997年 山形县立保健医疗短期大学成立并同时设置三个学科（各自招生到于1999年）、以下列举[1]。
  - 护理学科
  - 物理治疗学科[注 2]
  - 职能治疗学科[注 3]
- 2000年 两个专攻成立于专科（招生到于2002年）、以下列举。
  - 地区护理学专攻
  - 助产学专攻
- 2004年 正式停办[2]。

## 学校环境
- 校区：在山形县山形市[注 1]

## 历任校长
- 小池吉郎：第一代短期大学校长[3]。

## 组织

### 学科
- 护理学科
- 物理治疗学科[注 2]
- 职能治疗学科[注 3]

### 专科
| - 地区护理学专攻 - 助产学专攻 |

### 业余课程
| - 没有 |

## 相关链接
- 日本短期大学列表